# 水上伯頓
水上伯顿（英語：Bourton-on-the-Water）是英格兰西南部格洛斯特郡科茨沃尔德区的一个村庄，位于一个宽平的谷地，属于科茨沃尔德杰出自然风景区的一部分。2011年有人口 3,296 人村庄中心沿河地带的大部分为指定的保护区。
水上伯顿街道两侧是又长又宽的绿地，温德拉什河贯穿其中。河上有五座石拱桥，建于1654年至1953年之间，因此被称为“科茨沃尔德的威尼斯”。

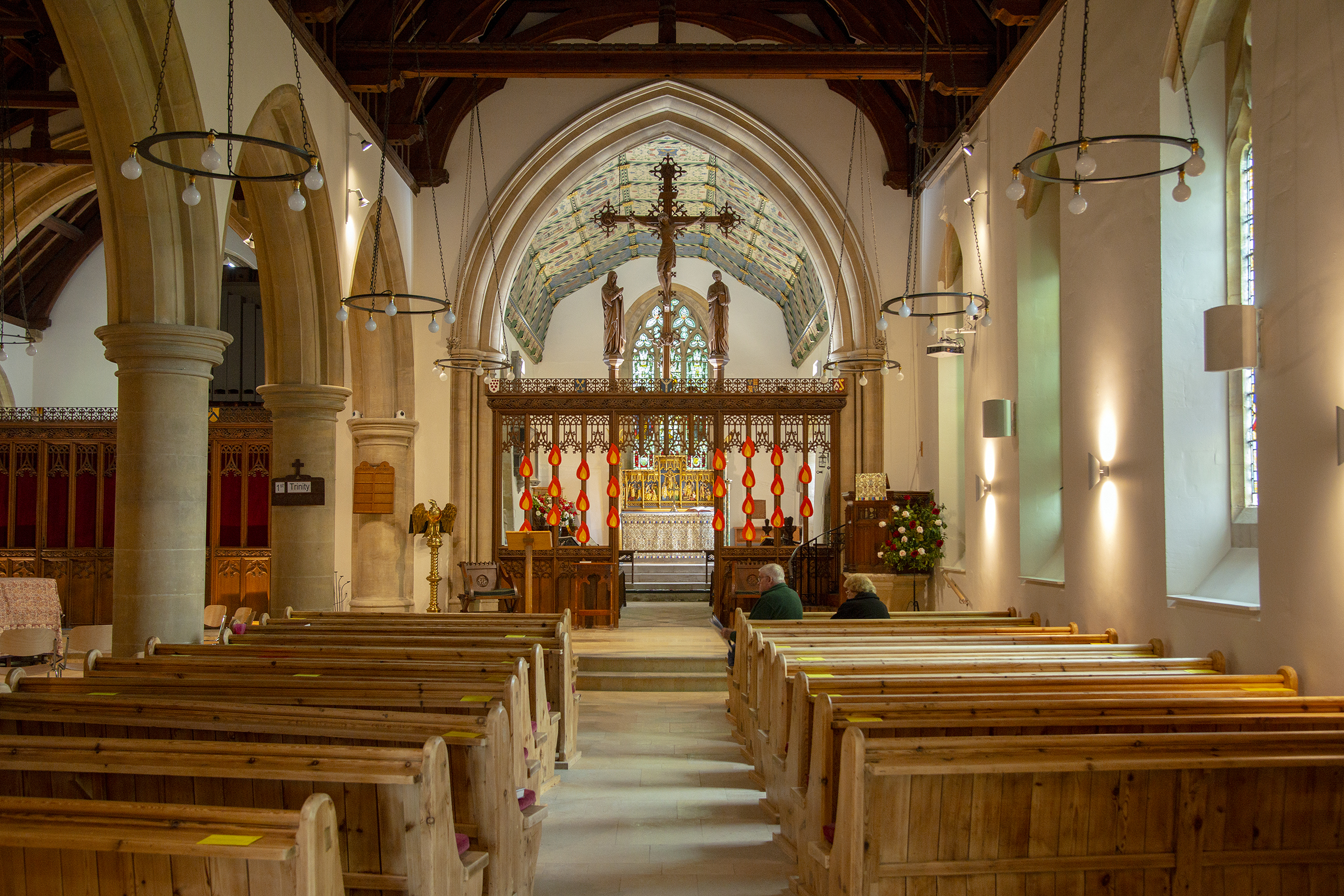
圣公会圣劳伦斯堂

在旅游旺季，该村的游客往往比居民多。每年约有30万游客抵达，而常住居民不到3500人。
水上伯顿有两座教堂，浸信会教堂和圣公会圣劳伦斯堂（St Lawrence），后者是保护建筑，平时向公众开放，它建于14世纪，18世纪主要部分进行了改建。

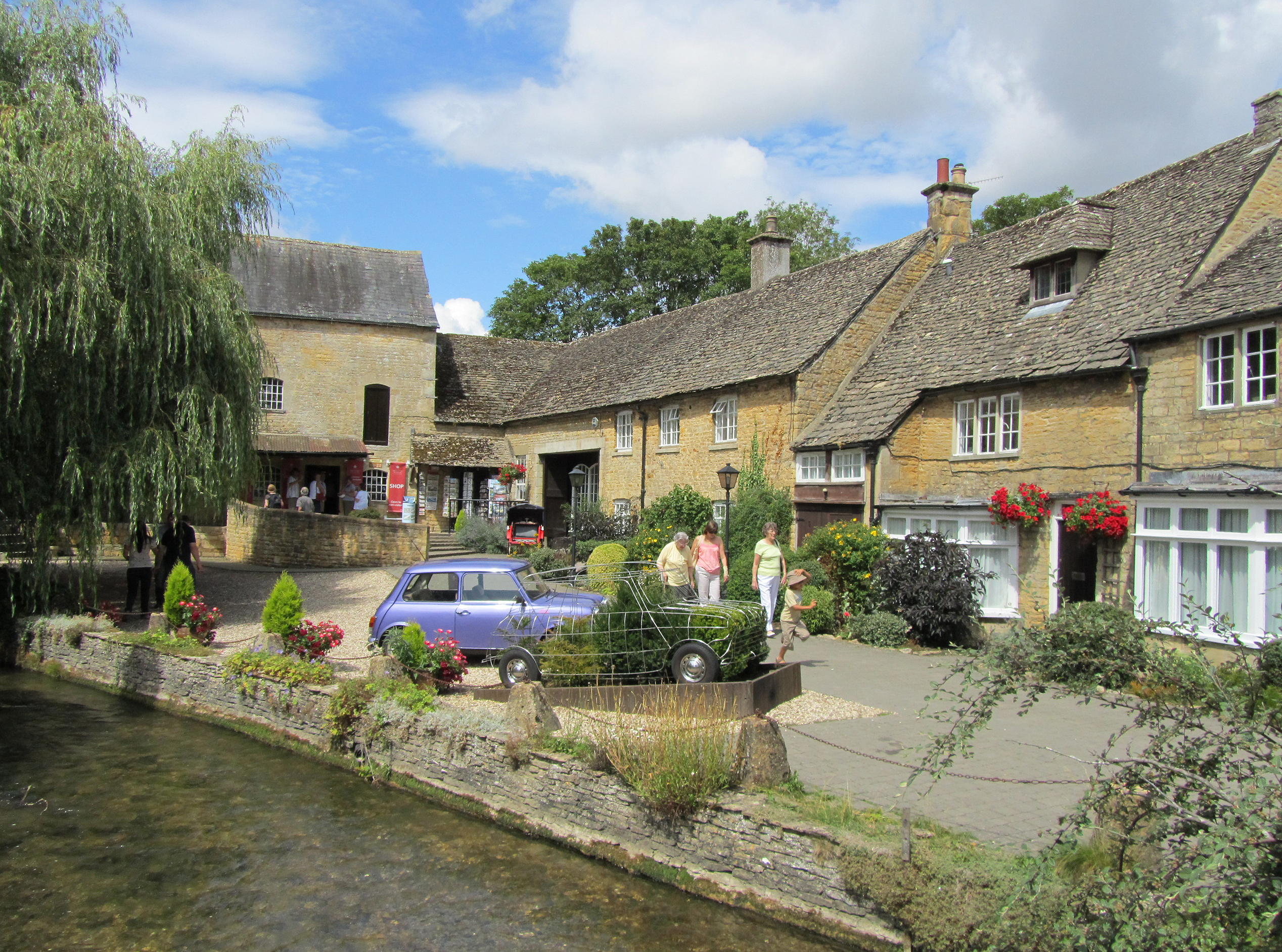

英格蘭遺產委員會将水上伯顿的114座建筑列为II 级或 II* 级保护建筑。

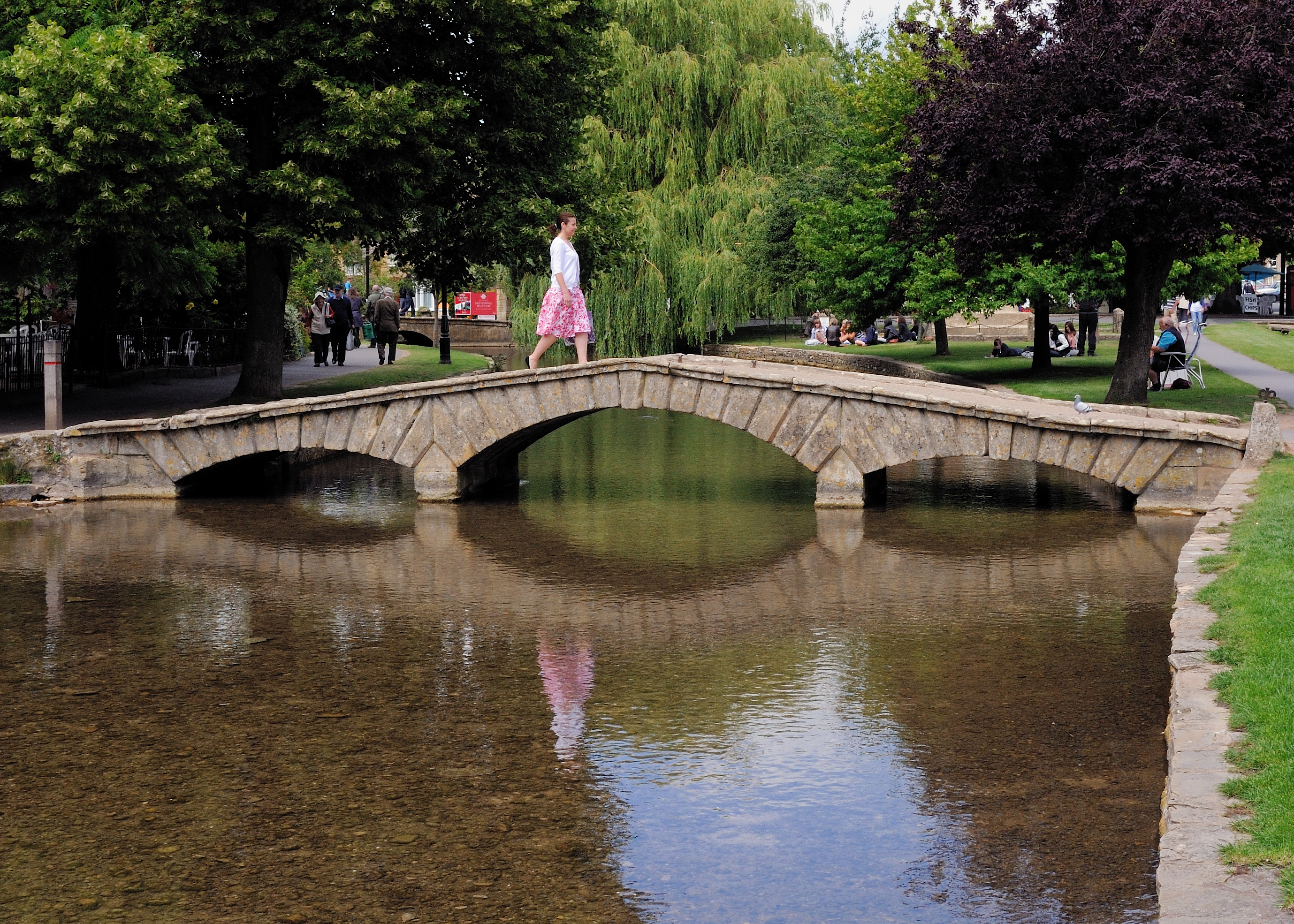
温德拉什河上的人行桥梁

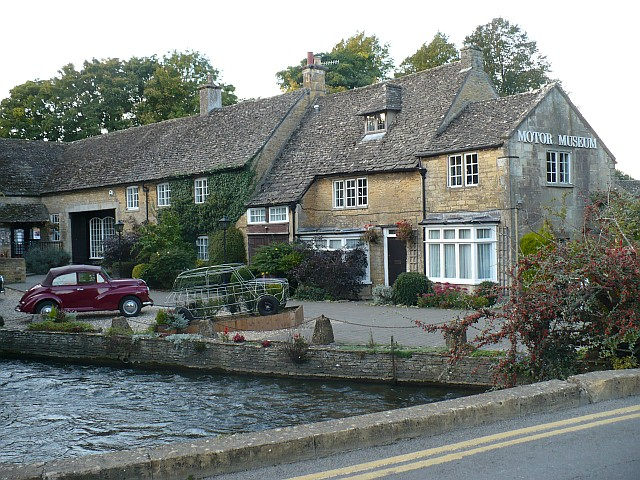
摩托博物馆

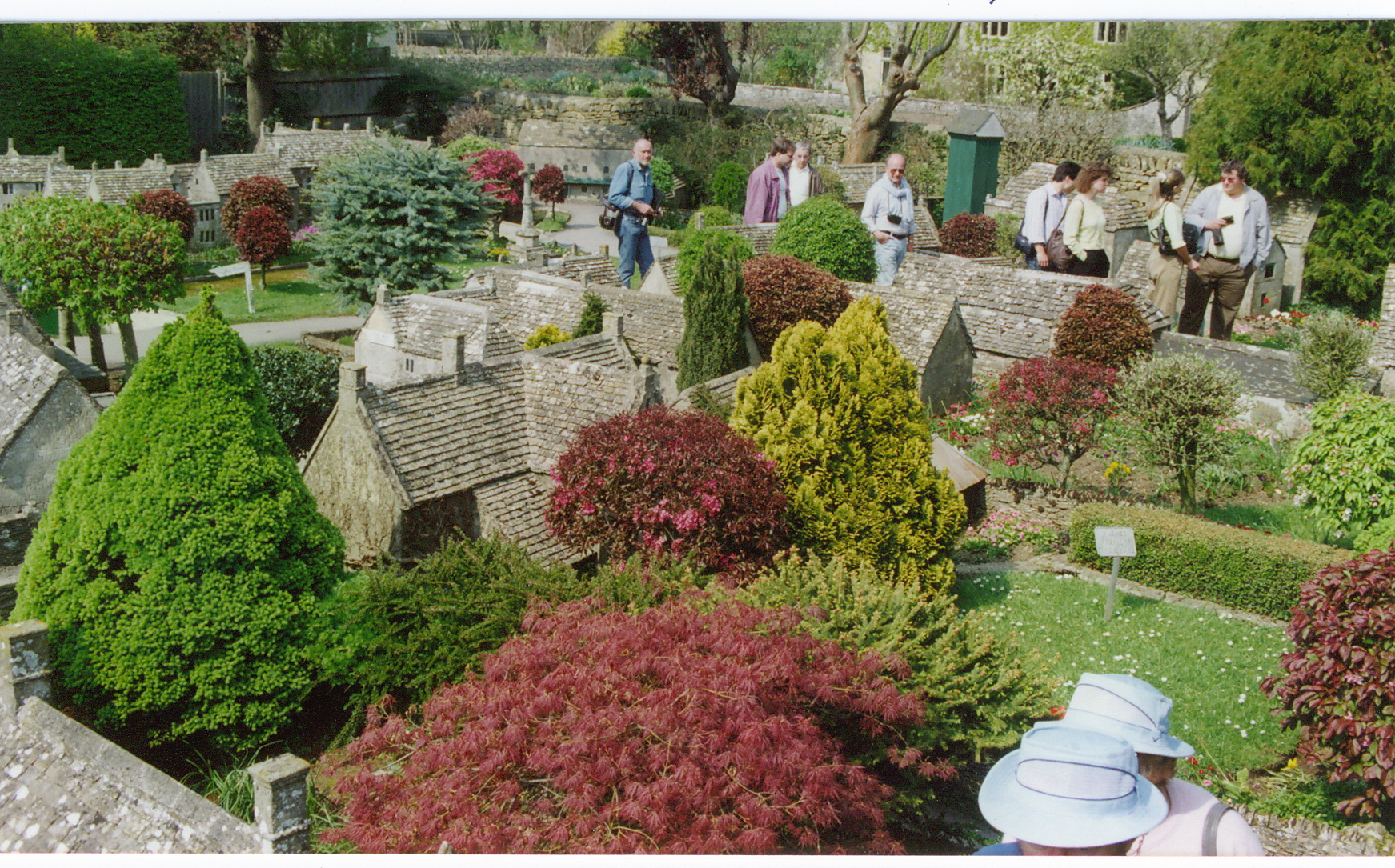
模型之村

水上伯顿拥有许多景点。